# ラフブロ
ラフブロは、かつて吉本興業の子会社であるよしもとファンダンゴおよびよしもとクリエイティブ・エージェンシーが運営していたブログサービス。2008年サービス開始、2014年サービス終了。

## 沿革
- 2008年2月1日 - 東京電力と共同出資した子会社のcasTYが同年2月29日に全サービスを停止するのに伴い、casTYのブログを引き継ぐ形でサービス開始。casTYと同じく有名人だけでなく、一般ユーザーも開設が可能であった。
- 2010年7月1日 - 会社吸収合併により、よしもとクリエイティブ・エージェンシーがサービスを継承する。
- 2013年12月25日 - ラフブロの全サービスを2014年3月31日をもって終了することを発表[1]。
- 2014年3月31日 - 全サービスを終了[1]。よしもと所属タレント公式ブログはYahoo!ブログへ移行された[1]。

## 利用者

### かつて利用していたよしもと芸人一覧

#### あ
| あーちゃん             | アームストロング          | あーもんど             | R藤本                 |
| あいすけ               | 相原慎吾                  | アイロンヘッド 辻井    | アインシュタイン      |
| 青空 岡                | 青野敏行                  | 赤い風船               | アクアジェラート 平沢 |
| 浅香あき恵             | アジアン 隅田             | アジアントール         | 芦澤和哉              |
| あしやすなが 安永      | アスカ                    | あっぱれコイズミ       | アップダウン          |
| あの花のように         | アフロベア                | あべこうじ             | アホマイルド          |
| 亜麻色                 | 甘党                      | 飴玉ソング             | あらきあきゆき        |
| ありがとう             | アルザルク                | あろえ                 | あわよくば            |
| アンカンミンカン       | あんこ～る チョッパーMASA | 暗黒天使               | アンダーエイジ 熊谷   |
| アンダーポイント       | アンダイン                | アンチエイジ徳泉       | あんちょこ            |
| あんどー               | アンナ                    | あんにんどうふ         | 杏理                  |
| アンレース             | 囲碁将棋                  | いしいそうたろう       | 石田靖                |
| イシバシハザマ         | 出雲阿国                  | 市川こいくち           | 市川悟                |
| いちじまだいき         | 市原                      | いちろー               | 伊藤製作所            |
| 犬の心                 | 井上マー                  | 井上虫歯二本           | 今別府直之            |
| いろは                 | インディアンス            | インパルス 堤下        | インポッシブル        |
| ウーマンラッシュアワー | 烏龍パーク                | 上原チョー             | 宇都宮まき            |
| うどん                 | ウメボシエンジン 岡       | うるとらブギーズ       | ウルトラベイビー      |
| ウンチャカ 山口        | エーケー                  | ABCDE湯かげん          | エクステンション      |
| エド・はるみ           | 江西章嘉                  | エハラマサヒロ         | F山本                 |
| エリートヤンキー 橘    | LLR                       | エレベーターマンション | 遠藤逸人              |
| えんにち               | エンポーリオ              | オープンスペース       | オール巨人            |
| オオカミ少年           | 大西ライオン              | 大山英雄               | 岡部                  |
| オコチャ               | おしどり                  | オスペンギン           | 御茶ノ水男子          |
| オバアチャン           | お弁当箱                  | オモロー山下           | オリエンタルラジオ    |
| オリオン 中島          | オリオンリーグ            | オレンジ               | 女と男                |

#### か
| カートヤング      | COWCOW           | カウントダウン               | 顔色よろしわろし 都築 |
| 加我正源          | カゲヤマ 益田    | カシスオレンジ 本田          | カシスプリン          |
| カゼニフカレテ    | かたつむり       | 勝山梶 梶                    | 桂小枝                |
| 桂三金            | 桂三幸           | 桂三輝                       | 桂三四郎              |
| 桂三段            | 桂つく枝         | 桂文三                       | 桂文枝                |
| 桂山智哉          | ガトーVEGA       | カナリア                     | カバと爆ノ介 爆ノ介   |
| ガブリエル三谷    | カマラッド 小原  | 亀山房代                     | からくりタンバリン    |
| カラテカ          | カリカ           | ガリガリガリクソン           | ガリットチュウ        |
| ガリバートンネル  | ガレッジセール   | GAMBIT                       | キシモトマイ          |
| 北大路薫          | 木部信彦         | 木村祐一                     | catch!                |
| キャベツ確認中    | キャンパスボーイ | 九州地区私立全寮制男子高校ズ | 麒麟 川島             |
| キングコング 西野 | 金座銀座 アサノ  | ギンナナ                     | 空馬良樹              |
| くすのきひろみ    | 功力富士彦       | グランジ                     | グリーンランド        |
| クレオパトラ      | クレヨン         | 黒ラブ教授                   | げんき〜ず            |
| 健真              | ケンドーコバヤシ | GO!皆川                      | 子宝                  |
| こっこ            | こてつ           | 後藤秀樹                     | コマンドサンボ 小宮   |
| 小籔千豊          | こりゃめでてーな | こんにちは計画 杉田          | コンマ二センチ        |

#### さ
| サカイスト                   | 佐久間一行            | 桜                 | ざしきわらし       |
| 佐藤洋平                     | ザ☆忍者               | ザ・パンチ         | サバンナ 八木      |
| ザ・プラン9                  | ザ・ぼんち 里見まさと | さんきゅう倉田     | GAG少年楽団 宮戸   |
| ジェリービーンズコレクション | 塩見フリーダム        | しずる             | 自然のいえ 三浦    |
| シソンヌ                     | 品川庄司              | ジパング上陸作戦   | 島田珠代           |
| シャーク 寺本                | じゃぴょん            | ジャンクション原田 | ジャングルポケット |
| じゃんじゃん横丁。 しろりー  | 上海ドール            | ジューシーズ       | シューレスジョー   |
| ジュエリー志織               | 十手リンジン 西手     | 春夏秋冬 武藤      | ジョイマン         |
| ショウショウ                 | 少年感覚              | 少年少女           | 笑福亭笑助         |
| 笑福亭松之助                 | しりあがり 山本       | しろっぷ           | シロネコ海賊団     |
| ジンギスキャン 竹原          | シンクタンク シンク   | シンクロック 木尾  | 陣内智則           |
| 水面 横山                    | 杉岡みどり            | 鈴木つかさ         | すずらん           |
| スタジオカドタ               | ストリーク 山田       | ストロベビー       | スパークスタート   |
| span! マコト                 | スマイル              | スリムクラブ       | 世界のナベアツ     |
| セカンド けけけサイトー      | 関サバ夫アジ平 木下   | セブンbyセブン     | ぜんじろう         |
| 前略寺                       | ソドム                | そめや             | それいけ斉藤くん   |

#### た
| 大好物               | 大蛇が村にやってきた     | ダイス                | だいたひかる           |
| ダイノジ             | タイブレイク             | 大平サブロー          | タカアンドトシ タカ    |
| タカタ先生           | タカダ・コーポレーション | 瀧川一紀              | 蛸あげ                 |
| ダックス。           | 楽しんご                 | ダブルウイッシュ 中川 | ダブルバーボン         |
| Wヤング              | タマシー関口             | たむらけんじ          | タモンズ               |
| チーモンチョーチュウ | 千原兄弟                 | チュートリアル        | チョコレートプラネット |
| チング               | ツーナッカン 中本        | 月亭方正              | つばさ・きよし         |
| DH億                 | ですよ。                 | デッカチャン          | 鉄拳                   |
| 天狗 横山            | 天竺鼠 川原              | 天津                  | テンテン               |
| トータルテンボス     | どい                     | TOKYO無鉄砲           | 盗涙王                 |
| トクトコ             | とっしー                 | ど真ん中              | ともくん               |
| どりあんず           | トレンディエンジェル     | とろサーモン 久保田   | トンファー             |

#### な
| 内弁士ごくう   | 永井佑一郎              | 中川家 剛                | 長崎亭キヨちゃんぽん   |
| 長原成樹       | なかやまきんに君        | 中山功太                 | ナチュラル 井上        |
| ななみ         | ナマイキボイス          | なめたらいかんぜよ。MARI | ナベ                   |
| ナポリタン     | 南海キャンディーズ 山里 | 南国姉妹 国場            | 西川まさと・吉田かおり |
| 虹の橋         | 2700                    | 2丁拳銃                  | にっこり               |
| ニニンバヤシ   | にひきおおかみ とおる   | ニブンノゴ!              | ニューヨーク 嶋佐      |
| ぬらりひょん   | ぬくもり                | ぬりえ                   | ぬるま湯               |
| ネオン         | ネゴシックス            | 猫デココ                 | ネズ村上               |
| 根本ユウキ     | ねんど細工              | 野沢直子                 | ノノノの内野           |
| 野良レンジャー | NON STYLE               | ノンスモーキン           | ノンノン               |

#### は
| バース 近藤            | バーバリアン            | バームクーヘン      | バイキング              |
| ハイキングウォーキング | はいじぃ                | バウンサー          | はがちゃん              |
| バカトケムリ           | はくさい                | 爆笑コメディアンズ  | ハシモト                |
| 橋本拓弥               | 橋本まさを              | 8時8分              | はち%ドキドキ 岩丸      |
| バックスクリーン       | 初恋タロー              | バッドボーイズ      | 八百八町                |
| バッファロー吾郎       | ハネムーンベイビー 平岡 | ハブ                | バブルパルス            |
| ハム 諸見里            | ハリガネロック          | はりけ〜んず 新井   | ハリセンボン 近藤       |
| はる                   | パルパティーン          | ハルランラン 岸     | パレード 竜海           |
| バレンティーノ         | ハロー植田              | ハローケイスケ      | ハローバイバイ          |
| パンクブーブー         | パンサー                | はんにゃ 川島       | 飯能BBQ                 |
| BAN BAN BAN            | バンビーノ              | 藩飛礼 竜児         | バンビローシ            |
| パンプキンズ           | はんぺん                | ハンマミーヤ 一木   | Bコース                 |
| ピース                 | ビーチサンダル          | 東野幸治            | ピクニック              |
| 微人                   | ビスケッティ 佐竹       | ぴっかり高木        | ヒッキー北風            |
| ビックシティ           | ひとのおもちゃ          | ひのひかり智        | ビューティーメーカー    |
| 平川高志               | ひろすけ                | 廣瀬優              | ビンゴ                  |
| プー&ムー              | ブータン大統領          | ブーメラン学園      | 5GAP                    |
| ファミリーレストラン   | フクシマカズユキ        | ふくろとじ          | 藤井隆                  |
| ふゆきじる             | プラスマイナス 岩橋     | ブラックベイブ 長沼 | フラッシュヤング        |
| ぶらんこ               | プリマ旦那              | フルーツポンチ 亘   | 震える☆カリスマン       |
| ブルックリン 山田      | ブレーメン 岡部         | フレンチブルドッグ  | ブロードキャスト!! 吉村 |
| フロントライン 古島    | ぶんご                  | ぶんぶん丸          | ぶんぶんボウル          |
| 平成ノブシコブシ       | ベッドイン              | ベリー・ベリー 上田 | ベル                    |
| ペレ草田               | ぺんぎんナッツ          | ポークソテー        | ボーイフレンド          |
| ボールボーイ           | POISON GIRL BAND 吉田   | ほっしゃん。        | ポテト少年団            |
| ほのまる               | ボルサリーノ 関         | 本多おさむ          | ボンボンバースデイ 広瀬 |

#### ま
| マキシマムパーパーサム つよし | まごころしたごころ     | まこっちゃん★     | まさむね                |
| ましゅまろ                    | 舛方・高見             | 増谷キートン      | まっかちん 岩田         |
| 松丸大祐                      | 松本時代               | 右側左側          | 幹てつや                |
| みこと                        | 水玉れっぷう隊         | みそバーボン      | 三ツ星ジョージ          |
| 三戸キャップ                  | 宮川大輔               | 宮川たま子        | ミルキーウェイ          |
| ミルククラウン ジェントル     | ミルクコーヒー 大脇    | ミルクボーイ 内海 | 明星ヒットパレード 國本 |
| ムームー                      | 向こう側               | 夢幻              | むすこごころ            |
| 武藤けいと                    | メイデン玉砕 橋山      | メガネ紳士        | メグマリコ              |
| めでたしめでたし              | メルヘン倶楽部         | もう中学生        | もっこすファイヤー      |
| ものいい                      | 桃男                   | 桃組 宮川         | もりたけんじ            |
| モリマン                      | もりやすバンバンビガロ | モンキーターン    | モンローズ              |

#### や・ら・わ
| 安尾信乃助          | ヤスタケコレクション | 野性爆弾           | 柳マサトシ                |
| 山口だよ            | 山田カントリー       | 山田花子           | 山田ゆき                  |
| 山本ランド          | ヤングマン           | ユウジロー         | 有閑マダム                |
| 優駿                | ゆう太だい介         | 夕立               | ゆきち先生                |
| ゆったり感          | 吉田コウジ           | ヨコミヤ!!!        | ヨシオロビンソン          |
| 吉田たち            | 吉富Aボタン          | ライス             | ライセンス                |
| ライドオン 吉田     | 来八                 | 楽園ヴィーナス     | ラストダンスをもう一度 佃 |
| ラビッツ 神野       | ラフ・コントロール   | LOVE ME DO         | ランディーズ 高井         |
| ランナーウェイ      | りあるキッズ         | 力                 | リップスター 平原         |
| リトルドンファン    | りんご並木           | ルート33           | ルームメイト              |
| ルビーレッド        | レアレア             | レイザーラモンRG   | 0.03秒                    |
| レギュラー 西川     | レモンティー         | レモンの休日       | ロシアンモンキー 川口     |
| ロビンケビン        | ロングヘアー         | ロンティーン       | ロンドンブーツ1号2号      |
| ワキペディア 長谷川 | ワタナベ〜愛の幻〜   | 渡辺将輝           | 渡辺直美                  |
| わびさび            | 笑鷺                 | ワンケイJAPAN 中尾 | ワンドロップ こがけん     |

### かつて利用していたタレント一覧

#### あ
| あべなぎさ | 鮎美     | UNDER THE COUNTER | SEX MACHINEGUNS ANCHANG |
| 生稲晃子   | 池永亜美 | 泉山亮            | 市川喜康                |
| いちご姫   | 今井友香 | 上田よし子        | エンリケ                |
| 大川裕明   | 大山姉妹 | 岡田茜            | 岡田亜矢                |

#### か
| KAORUKO    | 川畑麻衣       | 木下航志       | 希野秀樹 |
| 木村奈保子 | キンチャク浅本 | キンチャク安田 | 倉田亜味 |
| 児玉絹世   | コッセこういち | 後藤ひろひと   | 寿星     |
| このみ     |                |                |          |

#### さ
| 坂口理香 | 佐古賢一 | 佐々木慶子 | 佐々木大輔   |
| Seek     | 信田美帆 | 末広響子   | すぎはら美里 |
| 関川太郎 |          |            |              |

#### た
| 高杉Jay二郎      | 高津臣吾       | たかのけんいち | タカハシカナコ                           |
| たくませいこ     | 武内由紀子     | 竹中夏海       | 田中翔大                                 |
| たなべ勝也       | TUFF SESSION   | 294            | つぼみ                                   |
| デーモン小暮閣下 | Dotto.～独人～ | TRAPPER高梨由  | 超人発掘列伝ザ・パフォーマーズ団長カイデ |

#### な
| 永崎翔   | 永島浩之     | 中野公美子                      | 中村英美   |
| 夏花     | 成島敏晴     | なんでんかんでん国王 川原ひろし | 二階堂瞳子 |
| 西野名菜 | ノッポン兄弟 |                                 |            |

#### は
| 間慎太郎     | 東出典子   | 樋口あゆ子 | ヒデオ銀次 |
| 笛田さおり   | 福田転球   | 藤川奈々   | 古谷文乃   |
| 藤原いくろう | 芙咲由美恵 | 堀 正幸    |            |

#### ま
| 増田哲仁  | 愛実 | MADOKA | MISAKI |
| MOTOCOMPO |      |        |        |

#### や・ら・わ
| 柳澤超   | 山内圭哉 | 山田雅人 | ユンピョウVSスピルバーグ |
| 吉野紗香 | YGA      | RUN&GUN  |                          |

### かつて利用していた主な業界人
- 水野しげゆき
- パジャマとりや